# Mickey Blue Eyes
Mickey Blue Eyes är en brittisk-amerikansk romantisk komedi från 1999 i regi av Kelly Makin. I huvudrollerna ses Hugh Grant, James Caan och Jeanne Tripplehorn.

## Rollista i urval
- Hugh Grant - Michael Felgate
- James Caan - Frank Vitale
- Jeanne Tripplehorn - Gina Vitale
- Burt Young - Vito Graziosi
- James Fox - Philip Cromwell
- Joe Viterelli - Vinnie D'Agostino
- Gerry Becker - FBI-agent Bob Connell
- Maddie Corman - Carol
- Tony Darrow - Angelo
- Paul Lazar - Ritchie Vitale
- Vincent Pastore - Al
- Frank Pellegrino - Sante
- Scott Thompson - FBI-agent Lewis
- John Ventimiglia - Johnny Graziosi
- Margaret Devine - Helen
- Beatrice Winde - Mrs. Horton

## Kopplingar tillSopranos
Flera av filmens skådespelare medverkade även i HBO:s dramaserie, Sopranos, däribland:
- Tony Sirico - Paulie Gualtieri
- John Ventimiglia - Artie Bucco
- Vincent Pastore - Sal "Big Pussy" Bonpensiero
- Aida Turturro - Janice Soprano
- Frank Pellegrino - Frank Cubitoso
- Joseph R. Gannascoli - Vito Spatafore
- Burt Young - Robert "Bobby" Baccalieri, Sr.
- Tony Darrow - Lawrence "Larry Boy" Barese